# Triplett Township
Triplett Township est un township du comté de Chariton dans le Missouri, aux États-Unis,. Il est fondé en 1840 et baptisé en référence à J. E. M. Triplett, l'un des fondateurs de la ville de Triplett (Missouri).

## Source de la traduction
- (en) Cet article est partiellement ou en totalité issu de l’article de Wikipédia en anglais intitulé « Triplett Township, Chariton County, Missouri » (voir la liste des auteurs).